# Гекелінген
Гекелінген (нід. Hekelingen) — село в нідерландській провінції Південна Голландія. Входить до муніципалітету Ніссевард.
Його площа становить 18,21 км².
До 1966 року мало статус окремого муніципалітету.